# Grub Reef
Grub Reef är ett rev på Stora barriärrevet i Australien.   Det ligger cirka 30 km utanför Kap Yorkhalvöns östkust i delstaten Queensland. 